# 丹羽氏厚
丹羽 氏厚（にわ うじひろ）は、日本の華族（子爵）。氏次系丹羽家13代。

## 略歴
文久2年（1862年）2月1日、播磨国三草藩 第6代藩主・丹羽氏中の三男として生まれる。明治4年（1871年）12月、従五位に叙任する。明治11年（1878年）2月、氏中の隠居により家督を継いだ。明治17年（1884年）7月に子爵の位を授けられ、12月、宮中祇候に任じられる。明治18年（1885年）に宮中祇候を辞め、芝離宮の吹上御宛勤番を命じられる。明治19年（1886年）2月、宮中勤番を辞め、明治26年（1893年）2月より、久邇宮へ書道を教え始める。明治30年（1897年）7月には正四位を授けられる。明治32年（1899年）に久邇宮出仕となる。明治36年（1903年）には従三位となる。明治40年（1907年）久邇宮出仕を辞める。明治45年（1912年）7月、正三位となる。
大正9年 (1920年）4月6日に東京千駄ヶ谷で死去した。享年59。墓所は東京都台東区浅草の海雲寺。

## 系譜
- 父：丹羽氏中（1836-1884）
- 母：朔（1833-？）
- 妻：チヨ（1866-1940）- 松崎左吉維朝の娘、上田勝行の養女
  - 長女：三草子（1894-1967）- 深瀬清三の妻 のち中林実の妻
  - 二女：千草子（1898-？）- 林マスの養女
  - 長男：丹羽氏郷（1902-1940）
    - 長男妻：寿美子（1911-？）- 田中信吉の長女
      - 孫：千寿子（1936-）- 積水化学工業本社勤務
      - 孫：由紀子（1939-）